# A hettita állam

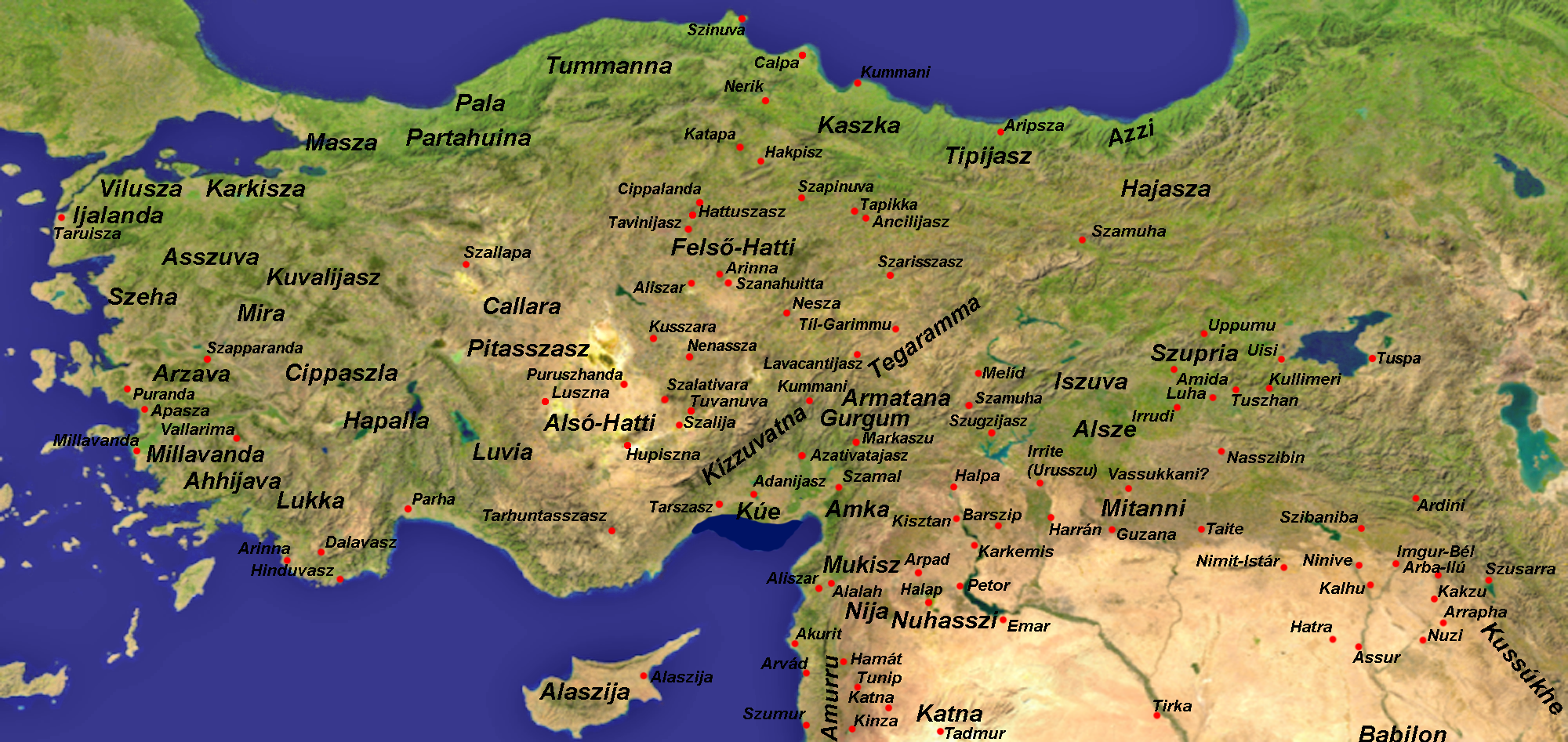

A Hettita Birodalom Anatólia központi vidékeinek bronzkori állama, később az ókor első vaskori társadalma. A hettiták több alkalommal léptek fel a térség nagyhatalmaként, de mindannyiszor rövid idő alatt elbuktak, amely átmeneti hanyatlások oka (a legutolsót kivéve) az állam irányításának problémáiból adódik. Az ókori kelet igazán erős hosszan fennálló hatalmai despotikus és szakrális királyságok voltak (Egyiptom, Asszíria). A hettita államra sem a despotizmus, sem a szakralitás nem jellemző, ennek első nyomai csak I. Szuppiluliumasz alatt láthatók. Az i. e. 14-13. században Hatti a térség jelentős hatalmává vált, politikai befolyását Anatólia majdnem teljes egészére kiterjesztette, ezen kívül Észak-Szíria, az Eufrátesz középső folyása, a Kaukázus nyugati vidékei is közvetlen befolyása alatt volt. Ez időben sem vált azonban egységes állammá, hanem a territoriális fejedelemségek főhatalma volt. Uralmát sokszor szerződésekkel biztosította.

## A király
A hettita államigazgatás elsődleges szereplője a király, bár hatalmát Szuppiluliumaszig erősen korlátozta a pankusz és a tulijasz intézménye.
A királyi hatalom bizonyos vonatkozásai jól nyomon követhetők az uralkodói címek változásában. Az első ismert hatti királynak, Pambasznak csak jó néhány évszázaddal későbbi említéséből ismerjük a Királyok királya címét, könnyen elképzelhető ebben az esetben anakronizmus. Nagyjából fél évezreddel későbbiek az első ismert uralkodói címek. Ekkor – már amelyikük titulusa ismert – a rubâʿum (vagy rabâʿum) volt használatos körükben. E cím az akkád RUB származéka és a Folyamközben helyi fejedelmet, városkirályt, nem szuverén uralkodót jelöltek vele. Ennek ellenére a rubâʿum címet viselő uralkodókról nem ismert, hogy bárkinek a vazallusai lettek volna, ezért feltehetően egyszerűen királyként értelmezendő. Ennek egyik bizonyítéka Anittasz Nagy rabáum (rubâʿum GAL) címe, amelynek tükörfordítása nagyherceg lehetne, de fel sem merülhet, hogy nem szuverén uralkodóról van szó. Az óasszír kereskedelem korában élő asszír uralkodók címe is rabâʿum vagy waklum volt, nem az akkád šarrum.
Anittasz a puruszhandai hadjárat után kisajátította a helyi uralkodó nagykirály címét és uralmi jelképeit, a vastrónt és a trónistennőt, amelyek ettől fogva Hatti teljes történelme folyamán megmaradtak fontos elemekként. Hatti királyai egészen Szangarasz karkemisi király idejéig viselték a nagykirály címet, ekkor ismerte el Karkemis királya, hogy az egyetlen nagykirály Asszíria uralkodója.
A titulusok használatában I. Labarnasz idején következik be változás. Valójában már azt sem tudjuk pontosan, hogy a labarnasz vagy tabarnasz ennek az uralkodónak neve, vagy titulusa volt-e. A szótövet egyesek tapar alakban határozzák meg és a proto-indoeurópai (továbbiakban PIE) *dheb-ro szóra etimologizálják, körülbelül erős vagy nagy jelentéssel. Az bizonyos, hogy ettől kezdve a legtöbb hettita uralkodó felvette a Labarnasz címet is, ahogy Labarnasz feleségének, Tavannanna királynének neve is még nagyon sokszor feltűnik a Nagy királynék között. E névben a PIE *(s)téh2wen(o) szótövet vélik felfedezni, ami körülbelül az egy igazság fogalomnak felel meg. I. Labarnasz utódjával, I. Hattuszilisszel hosszan tartó címhagyomány kezdődött, mivel ő használta először a Hatti királya, a Labarnasz és az Én Napom (vagy Én, a Nap) (DUTUši) címet is.
Ezzel a címhasználattal Hattuszilisz az első, akinél bizonyos szakrális elemet lehet felfedezni, de ennek jelentősége egyelőre nem ismert. E cím talán a Nap istennőjével (DUTU URUArinna), Arinna város ősi jellegű kultuszaival való szoros kapcsolatra utal. A Hattuszilisz által viselt címek Hatti teljes fennállása alatt megmaradtak, néha egyik-másik hiányzik, de a titulatúra tovább már nem bővült. A királyistenítés még nagyon sokáig megmaradt ezen a szinten, és csak jóval később, III. Tudhalijasz lépett fel először olyan igénnyel, hogy még életében áldozatokat mutassanak be neki, és a hagyományos királyábrázolásokat is megváltoztatta azzal, hogy szarvkoronával ábrázoltatta magát. Ezzel a korábbi, Napistenhez hasonló öltözetet a reliefeken felváltotta a fegyveres, rövid szoknyás kialakítás. III. Murszilisz idején további változásként az uralkodó kezében megjelent a lándzsa mellett az íj is.
I. Szuppiluliumasz vette fel először állandó jelzőként, azaz uralkodói címként A Hős megnevezést.
A király elvileg a legfőbb törvényhozó és a legfőbb bíró is, tehát mind a törvényhozói, mind annak végrehajtói hatalma is a kezében volt. Ennek mégis korlátjaként lépett fel a korai időszakokból örökölt pankusz és tulijasz. A király emellett a hadsereg főparancsnoka és a közigazgatás vezetője is.

## Trónörökös és tisztviselők
A trónöröklés első törvénybe iktatott szabályozása Telepinusz alatt történt meg. Telepinusz törvényei szerint a király és a főfeleség elsőszülött fiát kell trónörökösként megjelölni, ennek hiányában a király és valamelyik ágyas fia, majd királyi hercegnő férje következett. E törvény ellenére a későbbiekben is igen gyakori, hogy az uralkodót leányának férje (veje) követte a trónon, és sok esetben nem eldönthető, hogy leányági örökösödés miatt, vagy ténylegesen nem volt a királynak fia. A különbség a telepinuszi törvények értékelésében mutatkozhat, hiszen ha a későbbiekben fennmaradt a leányági örökösödés elsődlegessége, akkor a telepinuszi törvények közel sem olyan jelentősek, mint ahogy azt ma általában gondolják.
A trónörökös (tuhkanti) – nem meglepő módon – a Király fia címet viselte. Meglepőbb ennél, hogy a Király fia címet több nagy méltóság is megkapta, elsősorban a végrehajtó hatalom (adminisztráció, bíróságok, vallás, katonaság és diplomácia) irányítói. Ezek a hatalmasságok általában a király rokonságából kerültek ki, és egyfajta pót-trónörökösként is funkcionálnak. A tuhkanti cím egyik lehetséges párhuzama a GAL.MEŠEDI, a királyi testőrség parancsnoka. Ősi cím a GAL.KARTAPPI, az arany harci szekeresek parancsnoka tisztség. Ez tulajdonképpen a hadsereg főparancsnokát takarja.
A trónörökösök a legkorábbi időszakban gyakran viselték a rabi simmiltim címet, vagy fordítva, a rabi simmiltim később uralkodó lett. Már az egyik legelső ismert hatti uralkodó, Hurmelisz két rabi simmiltim című tisztviselőjét ismerjük (Halkiaszusz és Harpativasz), akikről ezért feltételezik, hogy egyúttal Hurmelisz fiai is voltak. Ellenkező példa is van azonban, ezért a helyzet nem teljesen egyértelmű. Inar, kanisi király rabi simmiltimje Szamnuman volt, míg utódja Varszamasz lett. Peruvasz esetében viszont kizárólag csak a rabi simmiltim cím alapján teszik (tehetik) fel, hogy Anittasz fia volt.
A rabi simmiltim asszír örökség, csakúgy, mint a rabi sikkitim, aki talán a fémkereskedők felügyelője volt. A rabi hattim fordítása „jogarnagy”, funkciója ismeretlen, valószínűleg valamilyen katonai pozíció. A rabi sérim („rétnagy”) a városkörnyéket, a rabi mahírim a piacokat felügyelte. Minden foglalkozásnak megvolt a maga rabija, azaz felügyelője.
Anittasztól egy ideig nem ismertek a trónörökösök, a következő, akiről adat van, I. Hattuszilisz. Örököse eredetileg húga fia, Labarnasz volt, akit örökbe fogadott. (Leányági örökösödés?) Utódja Hasztajarasz nevű leányának fia, I. Murszilisz lett. (Leányági örökösödés?) Labarnasz és Murszilisz korábbi tisztségeit nem ismerjük. Hattuszilisz fiának, Huccijasznak sem ismerjük a titulusát, csak annyit, hogy Tappaszanda tartomány kormányzója lett, majd lázadása miatt igen korán leváltásra került.
Hattuszilisz fő tisztviselőinek neve is ismert, úgymint a testőrség parancsnoka (Kiccuisz majd Lepalszisz), a férfiak vezetője (Pullisz, Karahnuilisz, [...]-Kiszasz és Nakkilit), a harci szekeresek vezetője (Szandamisz) és a fő írnok (Aszgalijasz). Emellett Arzava, Hurma, Hanhana kormányzóinak nevei. Ezen tisztviselőknek azonban nem határozható meg a királyi házzal való rokonságuk.
Az I. Mursziliszt követő belső anarchia időszakából királyi ház viszonyai is csak gyéren ismertek. I. Hantilisz és I. Cidantasz leányágon került trónra, és bár I. Cidantaszt fia, Ammunasz követte, később mégis Cidantasz leányának férje, Telepinusz lett az uralkodó. A Telepinuszt követő időben gyakran került trónra valamelyik korábbi főtisztviselő, akinek uralkodóházzal való rokoni kapcsolata bizonytalan. I. Muvatallisz esetében is kérdéses, hogy milyen rokonságban állt II. Huccijasszal, csak annyi bizonyos, hogy a testőrség parancsnoka volt. A feltevések szerint Huccijasz testvére vagy fia, de semmilyen bizonyíték nincs erre. Muvatalliszt pedig a harci szekeresek parancsnoka, Kantucilisz gyilkolta meg, s ültette helyére – valószínűleg a saját fiát – Tudhalijaszt.
A fiági örökösödés csak I. Arnuvandasz után vált kizárólagossá, maga Arnuvandasz még leányágon jutott trónra. Ettől kezdve csak betegség, korai halál vagy gyermektelenség esetén jöhetett szóba más jelölt. Az ismert hettita történelemben tehát több mint fél évezred telt el úgy, hogy a trónöröklés menete nem volt szabályozott, illetve Telepinusz után a szabályozásnak nem tudtak érvényt szerezni. Ebben rejlik az oka annak, hogy bár a hettiták folytonosan nagy katonai potenciállal rendelkeztek, az i. e. 14. század első feléig igazán jelentős és főleg tartós eredményeket nem tudtak elérni. A szabálytalan trónváltásokat követően az uralkodóknak mindig szembe kellett nézni lázadásokkal, más trónkövetelőkkel, az előző rendszer híveivel, és ezeket legtöbbször csak a hódítások feladása mellett volt képes kezelni.

## Törvényhozás és végrehajtás
A pankusz és a tulijasz két különböző nép-, illetve nemzetséggyűlési forma, mindkettő a korai királyságok államszervezetének maradványa, amikor még törzsi jellegű territoriális fejedelmekről beszélhetünk. E gyűlések még Telepinusz idején is nagy (döntő) szerepet játszottak, míg végül Szuppiluliumasz alatt már nincs nyomuk. Nem tudni, hogy e két szervezet folytonosan gyengülő hatalommal elsorvadt-e, vagy valamelyik erősebb kezű uralkodó egyszerűen megszüntette ezeket.
Hammurapi törvénygyűjteményéhez hasonlítható hettita törvénytár nem ismert. A két ismert tábla (valamint néhány töredékes másolat), amelyen törvények szövegei vannak, inkább hasonlóak a precedensjog gyűjteményéhez, már kimondott bírói ítéletek alapján áll össze. A két – egymással bizonytalan kapcsolatban álló – táblán összesen 86 törvénycikkely különböztethető meg.

## Közigazgatás
Több más ókori keleti államhoz hasonlóan a hettita államban is a Királyi Ház egyszerre jelentette az uralkodócsaládot és a királyi palotában összpontosuló gazdasági és katonai hatalmat. A Királyi Ház redisztributív (újraelosztó) rendszerben működött, ami azt jelenti, hogy a beszedett adók a királyi raktárakba kerültek, majd a lakosság szükség szerint részesült belőle. A redisztribúció is általánosan elterjedt gazdasági forma az ókorban, kezdve a máltai főnökségi rendszereken, keresztül az egyiptomi óbirodalmon egészen a mezopotámiai városkirályságokig. Azokban az időkben, amikor a pénzgazdálkodás – vagy legalább az egyenértékes rendszer – még nem létezett, a lakosság élelmiszer-ellátásának két módja volt: az önellátó (naturális) gazdálkodás és a redisztribúció.
A tartományok kormányzói a legtöbb esetben közvetlenül az uralkodóház közvetlen rokonsági köréből kerültek ki, de sokszor előfordult, hogy az annektált terület korábbi fejedelmei maradtak a helyükön vazallus kormányzóként, vagy a hettiták egyszerűen szerződéssel biztosították egy-egy terület hűségét. A tartományi kormányzás első ismert példái I. Hattuszilisz idejéből valók.
Ebből az időből származik a Calpa-szöveg, amely a Hattuszilisz által kinevezett tartománykormányzó hercegeket, Hakkarpiliszt és Happit említik. Mindketten fellázadtak a központi hatalom ellen, és érdekes módon a LUGAL címet viselték, ami Mezopotámiában a szuverén uralkodó címe. Hattuszilisz végrendeletében Tappaszanda és Szugzijasz hercegei játszották a főszerepet (Pimpirit és Ammunasz), akik Hattuszilisz végrendeletének végrehajtói voltak. Hattuszilisz több más gyermeke, illetve unokatestvérei kaptak hercegségeket. Ezek a birodalom frissen meghódított, vazallus tartományai voltak, ahol a királyi ház jelenléte elősegítette az integrálódást. Ez a rendszer a későbbiekben is fennmaradt, azonban inkább hátráltatta a Hettita Birodalom egységének kialakulását, és végül annak teljes széteséséhez vezetett.
A középhettita korban, I. (II.) Tudhalijasz és I. Arnuvandasz uralkodása idején egyfajta közigazgatási reform zajlott le. A központi kormányzat ráébredt, hogy a függetlenkedő hercegségek mellett képtelenség az országot irányítani. Ennek megoldására országosan egységes irányelveket vezettek be, a hercegségek urai szerződéseket kötöttek és hűségesküt tettek az uralkodónak. Az országos szabványok kiterjedtek az építkezésekre, adózásra, a közigazgatásban részt vevő tisztviselőkre is. Ez a szerződéses rendszer viszonylag hosszú időn (egy évszázadon) keresztül képes volt garantálni a tartományurak hűségét. A rendszert csak a későbbi III. Hattuszilisz király borította fel hakpiszi alkirályságával, amelynek éléről indulva végül megbuktatta bátyja fia, III. Murszilisz uralmát.
Az i. e. 13. században a hattuszaszi királyi család egy ága kormányozta hosszú időn keresztül Kargamist és Halpát. Az i. e. 14. századot megelőzően Anatólia nyugati és délnyugati részén általában a vazallus fejedelemségek rendszerét alkalmazták, valószínűleg az állandó arzavai fenyegetés miatt. I. Arnuvandasz után a nyugati részek többségét annektálták, és a vazallusi rendszert délkeleten hozták létre. Ezek a fejedelemségek általában az ütközőállam szerepét játszották, és viszonylag hatékonynak bizonyultak.
A tartományok kerületekre oszlottak (telipun), a kerületek vezetője az agrigesz, aki közvetlenül felügyelte az adószedést.

## Külpolitika
A hettita külpolitika alapvetően expanzív jellegű volt az állam teljes fennállása alatt, ez csak az újhettita királyságok idején változott meg, nyilván kényszerűségből, mivel ezek az államok többnyire nem is gondolhattak terjeszkedésre. A hettita írásos emlékek azonban minden más ókori keleti népnél több „nemzetközi” szerződést tartalmaznak. Az Egyiptom és Hatti között a kádesi csatát követően kötött szerződés hettita példányának a megtalálása idején világszenzációt keltett a tény, és a világtörténelem első államközi szerződéseként értékelték. Ma azonban már tudjuk, hogy a hettiták részéről ez bevett módszer volt, legalább Telepinusz óta.
- CTH#20, szerződés Telepinusz és Kizzuvatna ura, Iszpatahszu között (akkád és hettita verzió).
- CTH#131, szerződés I. (II.) Tudhalijasz és Kizzuvatna ura, Szunasszura között.
- CTH#133, I. Arnuvandasz szerződése Iszmirikával.
- az úgynevezett Kurusztamasz-szerződés II. (III.) Tudhalijasz és a kaszkák között, ismeretlen szöveggel, a CTH#379 hivatkozik rá.
- CTH#42-CTH#43, szerződés I. Szuppiluliumasz és Hajasza ura, Hukkana között.
- CTH#46, szerződés I. Szuppiluliumasz és II. Níkmaddu, Ugarit királya között.
- CTH#49, szerződés I. Szuppiluliumasz és Aziru, Amurrú fejedelme között (akkád és hettita verzió).
- CTH#50, szerződés I. Szuppiluliumasz és fia, Kargamis ura, Pijaszilisz (Szarri-Kuszuh) között.
- CTH#51, szerződés I. Szuppiluliumasz és Sattivaza, Mitanni ura között (akkád és hettita verzió).
- CTH#52, ugyanazok a felek, mint az '51-es.
- CTH#53, szerződés I. Szuppiluliumasz és Nuhasszi között (akkád verzió).
- CTH#62, szerződés II. Murszilisz és Duppi-Tesub, Amurrú uralkodója között.
- CTH#64, határmegerősítő szerződés Ugarit királyával, Níkmepával.
- CTH#66, újabb szerződés Níkmepával.
- CTH#67, szerződés II. Murszilisz és Hapalla fejedelme, Szijanni között.
- CTH#68, szerződés II. Murszilisz és Kupanta-DLAMNA, Mira és Kuvalijasz fejedelme között.
- CTH#69, szerződés II. Murszilisz és Manapa-Tarhuntasz, Szeha ura között.
- CTH#75, szerződés II. Muvatallisz és Halap fejedelme, Talmi-Szarruma között (akkád változat).
- CTH#76, szerződés II. Muvatallisz és Vilusza fejedelme, Alakszandusz között.
- CTH#91, szerződés III. Hattuszilisz és II. Ramszesz között (akkád nyelvű változat).
- CTH#92, szerződés III. Hattuszilisz és Bentesina, Amurru fejedelme között (akkád változat).
- CTH#97, szerződés III. Hattuszilisz és Kuruntijasz, Tarhuntasszasz ura között.
- CTH#105, szerződés III. (IV.) Tudhalijasz és I. Sausgamuva amurru uralkodója között.
- CTH#106, szerződés III. Tudhalijasz és Talmi-Teszub kargamisi uralkodó között.
- CTH#107, szerződés III. Tudhalijasz és Kuruntijasz, Tarhuntasszasz uralkodója között.
- CTH#123, szerződés III. Tudhalijasz és ismeretlen uralkodó (talán Iszuva ura) között.
- CTH#122, szerződés II. Szuppiluliumasz és Talmi-Teszub, Kargamis királya között.

E szerződések mellett egyes uralkodók (mint például III. Hattuszilisz) kiterjedt levelezést folytattak olyan uralkodókkal, akikkel szerződést nem kötöttek, de mégis közös álláspont kialakítását kísérelték meg (Asszíria, Babilon, stb.).

## Lásd még
- Hatti
- Hettita Birodalom
- Hattik
- Hettiták
- Hettita uralkodók listája